# 少年H
『少年H』（しょうねんエッチ）は、妹尾河童の自伝的小説。

## 概要
当時の名前は「肇」だったので、セーターに書いてあったイニシャルからの愛称。1950年代以降、「エッチ」という読みは卑猥な意味を持つようになったため、Hの読みとして「エイチ」が推奨されるようになっているが、戦前から終戦の2年後までを描いた本作ではすべてのルビが「エッチ」とされており、本作の読みも上記の読みが正しい。1997年（平成9年）、講談社より刊行された。1997年（平成9年）度、毎日出版文化賞特別賞受賞作品。1997年（平成9年）度の第24回大佛次郎賞最終候補作でもあった。
上・下2巻から成る。後に講談社文庫、新潮文庫、青い鳥文庫から刊行されたほか、ジョン・ベスターの翻訳による英訳本 A boy Called H も出ている。
2013年（平成25年）8月2日、累計発行部数が340万部に達する。
1997年（平成9年）に『週刊こどもニュース』でアニメ化、1999年（平成11年）と2001年（平成13年）にスペシャルドラマ化、2013年（平成25年）に映画化され、他、舞台化もされた。

## 登場人物
妹尾肇
主人公。通称はH。1930年（昭和5年）生まれ。
腕白坊主だが根は真面目で、意外に正義感は強い。
藤原義江にあこがれている描写があり、成人後に実際に対面を果たすこととなるが、本作では藤原が直接登場する描写はない。
中学校を卒業後は、看板屋のフェニックス工房での勤務を経て舞台芸術家となる。
ドラマ版では老年期になってからも「肇」と名乗り続けているが、実際は1970年（昭和45年）に下の名前を「河童」に改名している。
妹尾盛夫
1902年（明治35年）生まれ。肇の父親。洋服屋を営む。肇の良き理解者で、理論的に考えるタイプ。身長は153cm。
ドラマ版では演じた中井が長身ということもあってか、小柄という設定は破棄され、足が悪いという設定になった。そのためか、後述の吉本繁男は登場しない。
妹尾敏子
1905年（明治38年）生まれ。肇の母。熱心なクリスチャン（プロテスタント）だが、それが原因で周囲との間に摩擦を生むこともある。
妹尾好子
1932年（昭和7年）生まれ。肇の妹。優しい心の持ち主だが泣き虫。
羽田野金四郎
通称「羽田野の小父さん」。妹尾家に下宿していたことがあり、妹尾一家とは親しい間柄。終戦の翌年に病死。
林五和夫
肇の親友。巨漢で相撲に詳しい。
ドラマ版では同窓会のシーンで、林本人が登場した。
郁夫
炭屋の次男坊。通称は「イッチャン」。嘘をつく癖があるが、根は真面目。
勝造
原作とドラマ版での位置づけが大きく異なるキャラクター。
原作では全く好意的に描かれておらず、登場シーンも少ない。肇の机に十字架や「スパイ」の文字を書いた犯人ではないかと疑われている（実際の犯人は不明）。通称は「バラケツの勝」（バラケツとは神戸の方言で不良の意）。苗字は不明。
ドラマ版では当初は肇と不仲だったが、オトコ姉ちゃんの仲介で仲直りし、以後友人として親しくなる。老年期に入り肇と再会。名前は、山本勝造と設定。
勝造の父
原作、ドラマ版ともにヤクザとして描かれているが、その描き方は息子同様大きく異なる。
原作では「本物のヤクザ」と本文中に触れられている程度で、肇たちと直接絡むシーンは無い。名前も不明。
ドラマ版では体に刺青をしており、荒くれとしての側面が強調されていたが、風呂屋でオトコ姉ちゃんの手ぬぐいを奪った肇を叱りつけるなど、単純に悪人といえない側面も持ち合わせている。南京陥落の祭りの際にトラブルを起こして逮捕され、息子との再会がかなわぬまま死亡する。原作における「岩夫さん」（風呂屋のシーンのみの登場）と「在郷軍人の小父さん」（後述）の側面を持ち合わせている。名前は、山本新造と設定。
ミセスステープルス
宣教師。肇が2歳の頃まで日本にいた。
うどん屋の兄チャン（赤盤の兄チャン）
妹尾家の向かいにあるうどん屋で働く青年。実は非合法活動をしていた。共産主義運動と周囲は推測するが、詳細は不明。
ドラマ版では小林繁夫という役名がある。
オトコ姉ちゃん
映画技師で旅回りの役者。戦争に行くことを拒否し、廃屋になったガソリンスタンドの便所で首吊り自殺する。
ドラマ版では花房恵三郎、映画版（後述）では下山幸吉という名前がつけられている。また、原作と比較してドラマ版では登場シーンが増えており、『風の又三郎』を肇に見せるシーンなどが追加されている。
在郷軍人の小父さん
上記のとおり在郷軍人で、戦局が優勢のころはいつも「天皇陛下のために」と叫んでいた。しかし、戦局が悪化するとともにその態度にも変化が現れる。
ドラマ版には登場せず、その設定は前述の勝造の父親に移された（ただし、ドラマ版の勝造の父と異なり自然退場する形になっている）。
ピエールさん
フランス人のコック。三宮のレストランで働く。
宮本順二
盛夫の弟子として働いていた男性。肇たちは「順さん」と呼び慕っていた。
作中で登場していた時点（1940年（昭和15年））ですでに30代になっていたこともあって、当初の契約よりも1年半早く独立した。
吉本繁男
宮本順二が独立した後雇われた男性。愛称は「シゲさん」。
足が悪く店員として不向きと思われたが、盛夫が本人のやる気を認めたことから雇われることとなった。しかし、開戦による客の減少から経営難となり、わずか1年で店を退職することとなる。
オッペンハイマーさん
ユダヤ系ドイツ人。神戸港に来航したユダヤ人（杉原千畝を参照）の洋服の修繕を依頼し、お礼に肇の誕生祝いを送る。
金田さん
朝鮮人の男性。本姓は「金（キム）」。一時期妹尾家に下宿していたが…。
原作では、本名・日本名とも不明だが、ドラマ版では金田正之と設定された。
田森教官
主人公らが通う神戸二中（兵庫県立兵庫高等学校）の軍事教官。本名は田森信太郎。あだ名は「エロ天」。極度なまでにサディスティックな性格で、生徒達に暴力を振るうことに快感を覚えている節すらあったが、敗戦後は抜け殻のようになってしまった。
久門教官
中学校の軍事教官。肇が所属する教練射撃部の顧問も務める。田森教官とは対照的に生徒からの信頼は厚い。終戦直前に徴兵されるが、終戦後は復員し本職の時計屋に戻る。
藤田譲治
肇の中学校の親友。肇より1歳年上だが、病気で休学したために同学年となった。通称「ジョージ」。
母親はイギリス人で英語に堪能だが、その白人の血が色濃く出た容貌ゆえ、戦時中は周囲からからかわれることも多く、自身が日本人であることを殊更に強調していた。卒業後は、進駐軍の通訳となる。

## 書誌情報
- 『少年H』 上巻、講談社、1997年1月17日。ISBN 4-06-208199-7。
- 『少年H』 下巻、講談社、1997年1月17日。ISBN 4-06-208496-1。
- 『少年H』 上巻、講談社〈講談社文庫〉、1999年6月15日。ISBN 4-06-264590-4。 - 著作目録あり。
- 『少年H』 下巻、講談社〈講談社文庫〉、1999年6月15日。ISBN 4-06-264591-2。 - 著作目録あり。
- 『少年H』 上巻、新潮社〈新潮文庫〉、2000年12月1日。ISBN 4-10-131106-4。 - 折り込1枚。
- 『少年H』 下巻、新潮社〈新潮文庫〉、2000年12月1日。ISBN 4-10-131107-2。 - 折り込1枚。
- 『少年H』拡大写本ルーペの会、2001年5月。 - 拡大写本。
- 『少年H』 上、講談社〈講談社青い鳥文庫〉、2002年6月25日。ISBN 4-06-148590-3。
- 『少年H』 下、講談社〈講談社青い鳥文庫〉、2002年6月25日。ISBN 4-06-148591-1。
  - 『少年H』 上（新装版）、講談社〈講談社青い鳥文庫 226-3〉、2013年6月15日。ISBN 978-4-06-285360-6。 - 年表あり。
  - 『少年H』 下（新装版）、講談社〈講談社青い鳥文庫 226-4〉、2013年6月15日。ISBN 978-4-06-285361-3。

### 翻訳
- Kappa Senoh (2002-12). A boy called H: a childhood in wartime Japan. The Kan Yamaguchi series. translated by John Bester (1st paperback ed.). Kodansha International Ltd.. ISBN 4-7700-2935-7 - Co-published by Kodansha America, Inc.

### CD
- 『少年H』 上、日本障害者リハビリテーション協会、2000年2月。 - 形態：CD-ROM1枚、平成10年度厚生省委託事業。
- 『少年H』 下、日本障害者リハビリテーション協会、2000年2月。 - 形態：CD-ROM1枚、平成10年度厚生省委託事業。

## 作品に対する批判
同世代で児童文学作家の山中恒は、「作中に夥しい数の事実誤認や歴史的齟齬がみられること」や、「主人公やその家族の視点が当時の一般的な日本人の感覚から大きく乖離していること」、「戦後になるまで誰も知らなかったはずの事実をまるで未来からでも来たかのように予言していること」、さらに「自身が編纂に関わった書物の記述がその誤りの部分も含めてまるごと引用されている点」などを自著『間違いだらけの少年H』で指摘し、『少年H』は妹尾の自伝でもなんでもなく、戦後的な価値観や思想に基づいて初めから結論ありきで描かれた作品であると看破し、「年表と新聞の縮刷版をふくらませて作り上げたような作品」「戦争体験者の酒の席での与太話を小説風にまとめただけのもの」と酷評した。さらに、2001年（平成13年）に山中は『「少年H」の盲点』という批判書を出版した。
妹尾はあくまでも「自らの記憶と体験を元に書いた作品である」との主張を撤回してはいないが、山中の挙げた具体的な誤りや欺瞞の指摘に対しては口を閉ざし、一切の反論を行っていない。ただし『少年H』の文庫化に際しては、山中に指摘された部分を中心に何箇所もの訂正や変更、削除などが行われている。
2013年に映画化された際に監督の降旗康男は、他の資料とともに山中の『間違いだらけの少年H』も参照し、直すべき個所は直したという。

## アニメ
「少年Hが見た戦争」というタイトルで、1997年8月17日・24日に『週刊こどもニュース』内で前後編形式でアニメ化された。
この回では原作者の妹尾自ら母校である神戸市立長楽小学校を訪れ、課外授業の一環として5年生の児童（当時）に戦時中の出来事を語りながら並行してアニメを上映するという形式が取られている。クリスチャン関連の描写はアニメでは全て省略され、妹尾の講話内で少し語られる程度に留められた。

### キャスト（アニメ）
- 少年H：巖樫佑介
- 父親、ナレーション：龍田直樹
- 田森教官：坂口哲夫
- イッチャン：佐藤智恵
- 林：田中一成
- オトコ姉ちゃん：堀川亮
- 母親：山本圭子

### スタッフ（アニメ）
- 原作：妹尾河童
- 脚本：杉江羲浩
- 音楽：有澤孝紀
- キャラクターデザイン：伊藤有壱
- 演出・絵コンテ：外山草、山里亜希
- 美術：古宮陽子、砂川千里
- 作画：大島りえ、朝倉隆、大西治子、杉江丸治
- CGアニメ技術：伊藤正弘、新垣純子、江連孝博、瀬戸奈緒美、本間薫、丸山哲右、佐藤節子
- 資料提供：日本ゴルフ協会、埼玉県平和資料館、コスモポリタン製菓、KRAC、花田桂子
- 音声：志村宏
- 技術：堀雅樹
- 音響効果：佐藤剛
- 編集：加藤広志
- 構成：吉野拓治
- 制作統括：茂手木秀樹

## 舞台

### 劇団ひまわり公演
劇団ひまわりにより、1999年8月4日から16日まで新国立劇場中劇場にて、同年8月21日から29日まで梅田芸術劇場シアター・ドラマシティにて公演された。原作者の妹尾が美術も担当した。

#### キャスト（劇団ひまわり）
- 妹尾盛夫：平田満
- 妹尾敏子：キムラ緑子
- 妹尾肇（H / 小学生）：長瀬寛海
- 妹尾好子（幼）：高畑充希
- 妹尾肇（H / 中学生）：岡本士輝
- 妹尾好子：伊東由起子
- 鈴木源三（鈴木康男の父） / 林五和夫：高橋和也
- 羽田野のおじさん：仲本工事
- 小田もと子（造船技師の奥さん）：剣幸
- 永山キクオ（オトコ姉ちゃん） / 小倉：手塚とおる
- 田村耕平（うどん屋の兄チャン） / 炭山：伊崎充則
- 大森（在郷軍人のオッチャン） / 横田：浅野和之
- 鉄吉（氷屋のオッチャン） / 田森教官：小林勝也
- 大村サト子（うどん屋のオバチャン）：梅沢昌代
- 町会長 / 町の人：長嶋和弘
- 校長先生 / 町の人：福島靖夫
- 大橋りつ（切符切りのオバチャン） / 町の人：真田登久子
- 中年の男 / 町の人：吉崎敏夫
- 昆布工場のオヤジ / 町の人：大阿久隆雄
- 金田 / 町の人：久保田博之
- うどん屋主人：川村寧麿
- オバサン / 町の人：石川美奈子
- 大川のオバサン / 町の人：川上典子
- 青年（耕平の友人） / 町の人：鈴村近雄
- 長田署の刑事 / 紙芝居屋のオヤジ：横山敬
- 長田署の刑事 / 町の人：近藤大介・高橋浩平
- オバサン / 伝道隊の婦人：関口雅子・石丸昌代・竹橋道子・奥井奈緒子
- 長田署の刑事 / 悪がき：小野篤志
- 杉田/町の人：森河圭太
- 吉本のオバサン / 町の人：樫律子
- オバサン / 町の人：中村紘子
- イッチャン：小野賢章
- 小田勇太：北村優
- フジオ：岡田茂宏
- 鈴木康男：半沢昇
- 林五和夫（小学生）：高村剛史
- 子どもたち / 悪がきたち / 隣家の子どもたち：小野正詩・山下真矢・北野慶太・下山彩那・高橋沙耶・杉山裕哉・塚田玲奈・長橋良枝・近藤礼崇・柴田光・寺岡伸夫・登坂紘光・田口真帆・谷内川由梨（大阪公演のみ）・大久保彩香・道岡桃子（大阪公演のみ）・斉藤美奈子

#### スタッフ（劇団ひまわり）
- 演出：栗山民也
- 脚本：マキノノゾミ
- 原作・美術：妹尾河童
- 音楽：甲斐正人
- 照明：勝柴次朗
- 衣裳：宮本宣子
- 音響：山本浩一
- 方言指導：大原穣子
- アクション：渥美博
- ヘアメイク：馮啓孝
- 演出助手：豊田めぐみ
- プロダクションマネージャー：元木たけし
- 舞台監督：今野忠明
- 演出部：劇団ひまわり 舞台部
- 照明：(株)ステージファクトリー
- 音響：(株)サウンドクラフト
- 大道具：東宝舞台(株)
- 背景画（空の絵）：妹尾太郎
- 小道具：東宝舞台(株)
- 衣裳：松竹衣裳(株)
- 履物：(株)神田屋
- 総合プロデュース：砂岡誠、千野毅彦
- 制作：伊東亜美、横山陽子、佐藤厚、種村達也、柴田惠美子（劇団ひまわり）、津田敬子、田中裕行
- 宣伝美術協力：妹尾太郎
- 写真：江川誠志
- 企画：砂岡事務所
- 主催：(株)電通、劇団ひまわり、朝日新聞社
- 製作：(株)電通、劇団ひまわり
- 協力：講談社
- 後援（大阪公演）：朝日放送

### 関西芸術座公演
関西芸術座により、2003年9月4日から10日まで関芸スタジオにて公演され、2003年10月から2008年12月にかけて中学校・高校での巡演も行われた。

#### キャスト（関西芸術座）
- 妹尾肇（通称H）：梶山文哉
- 妹尾盛夫（肇の父）：門田裕
- 妹尾敏子（肇の母）：鴻池央子
- 妹尾好子（肇の妹）：村崎由佳
- 治三郎 / 田森教官 / コロス1：多々納斉、金谷克海
- シゲさん（吉本繁男） / 同級生2 / 二中生2 / コロス6：城土井大智
- 山田 / コロス3：酒元信行、森本竜一
- 須貝美智子 / コロス2：岩村春花
- 煙草屋のお婆ちゃん / 雑炊食堂の女主人 / コロス4：梅田千絵
- 同級生1 / 二中生1 / コロス5：増田宏之（ - 2006年10月）、松本幸司（2006年11月 - ）
- ラジオの声：村上かず

#### スタッフ（関西芸術座）
- 原作：妹尾河童
- 脚色：堀江安夫
- 演出：鈴木完一郎
- 装置：柴田秀子
- 照明：福井邦夫
- 音楽：ノノヤママナコ
- 音響：須川由樹
- 衣裳：中川文
- 小道具：坂本真貴乃
- 舞台監督：辻村孝厚
- 演出助手：大井敦代
- 制作：柾木年子、菊池久子、宮崎恵美子

## テレビドラマ
フジテレビにてスペシャルドラマ2作が放送されている。1999年（平成11年）11月5日にフジテレビ開局40周年記念作品として放送された前編『少年H それが僕たちの戦争だった』は原作上巻の内容を基に大幅な脚色を加えている。2001年（平成13年）3月23日に放送された後編『少年H 青春篇』は下巻の内容をベースとしている。前編は第54回芸術祭優秀賞、第28回放送文化基金賞テレビドラマ番組賞、2000年（平成12年）日本民間放送連盟賞最優秀賞を受賞している。

### キャスト（テレビドラマ）
- 妹尾盛夫：中井貴一
- 妹尾敏子：桃井かおり
- 妹尾肇：久野雅弘（少年期）、尾上寛之（青年期）、津川雅彦（老年期）
- 山本新造：陣内孝則
- 小林繁夫：吉岡秀隆
- 花房恵三郎：窪塚洋介
- 金田正之：杉本哲太
- 羽田野金四郎：笑福亭鶴瓶
- 山本勝造：加藤祐輝（少年期）、田中邦衛（老年期）
- 田森教官：西村雅彦
- 久門教官：岩城滉一
- 岩崎加根子、窪田翔太、小市慢太郎、大高洋夫、佐川満男、トニー・セテラ、宮田圭子、蟷螂襲 ほか

### スタッフ（テレビドラマ）
- 原作：妹尾河童
- 脚本：竹山洋（前編）、大竹研（後編）
- 演出・プロデュース：杉田成道
- 美術・プロデュース：西岡善信
- ロケ協力：神戸市長田区久仁塚6まちづくり協議会、神戸市立二葉小学校、大井川鐵道、京阪電気鉄道、京福電気鉄道、京都文化博物館、長楽館、祇園会館　ほか
- プロデュース：笹本泉(フジテレビ)、酒井実(映像京都)
- スタジオ協力：東映京都撮影所
- プロダクション協力：松竹京都撮影所、映像京都
- 製作著作：フジテレビ

## 映画
2013年（平成25年）8月10日公開。テレビ朝日開局55周年記念作品。
全国307スクリーンで公開され、2013年（平成25年）8月10日、11日の2日間で興収1億4,697万4,100円、動員13万1,959人になり、映画観客動員ランキング（興行通信社調べ）で初登場第7位となった。
第35回モスクワ国際映画祭のGALA(ガーラ)部門で特別作品賞を受賞した。
2014年8月17日にはテレビ朝日系列の『日曜洋画劇場』で放送された（文字多重放送 / データ放送）。

### キャスト（映画）
- 妹尾盛夫：水谷豊
- 妹尾敏子：伊藤蘭
- 妹尾肇：吉岡竜輝
- 妹尾好子：花田優里音
- うどん屋の兄ちゃん：小栗旬
- 下山幸吉（オトコ姉ちゃん）：早乙女太一
- 田森教官：原田泰造
- 久門教官：佐々木蔵之介
- 吉村さん：國村隼
- 柴田さん：岸部一徳
- 沖野消防署長：瀬川菊之丞
- 刑事：山中崇史
- 看板屋：濱田岳
- うどん屋の主人：山谷初男
- 校長：でんでん
- 教師：安田裕己
- 憲兵：井上肇
- 林：吉田翔
- 横田：石川大樹
- イッチャン：西森駿
- 杉田先輩：上原伸之介
- 射撃部員：佐々木陽向
- 遺骨を抱く女：正木佐和
- 爆撃機を見つける青年：前野朋哉
- 神保悟志
- 佐藤恒治
- 掛田誠
- 佐藤貢三
- 鈴之助
- 二宮弘子
- 新名星花
- 渡辺宜嗣
- 久保田直子
- 島本真衣
- 八塚彩美

ほか

### スタッフ（映画）
- 監督：降旗康男
- 脚本：古沢良太
- 音楽：池頼広
- プロデューサー：松本基弘、遠藤英明、伊藤伴雄
- 撮影：会田正裕
- 美術：中澤克巳
- 照明：大久保武志
- 録音：柿澤潔
- 装飾：尾関龍生
- 編集：阿部亙英
- 助監督：杉山泰一、加瀬聡、佐藤匡太郎、大谷真也
- 音響効果：柴崎憲治
- 音楽編集：浅梨なおこ
- VFX：テレビ朝日クリエイト、4d、デジタルハーツ・ビジュアル、DIGITAL Hearts Korea
- 特殊メイク：宗理起也
- 操演・特殊効果：羽鳥博幸
- 軍事所作指導：越康広、長谷部浩幸、塚原裕二
- スタントコーディネーター：田渕景也
- スタントコーディネーター補：舟山弘一
- スタント&アクション：Gocoo
- 方言指導（兵庫ことば）：射場みのる
- 韓国側スタジオ：陜川映像テーマパーク
- 韓国側制作プロダクション：CREEK & RIVER KOREA Co.,Ltd.
- ロケ協力：神戸市、神戸フィルムオフィス、ひょうごロケ支援Net、加古川観光協会、神戸市交通局、神戸迎賓館須磨離宮、神戸税関、萌黄の館、AP&PP高萩事業所 ほか
- 技術協力：アップサイド、ナックイメージテクノロジー
- スタジオ：東宝スタジオ、ワープステーション江戸
- ラボ：東京現像所
- 製作総指揮：早河洋
- 製作者：平城隆司、市川南、水谷晴夫、小林昭夫、山本晋也、井川幸広、岩本孝一、樋泉実、笹栗哲朗、町田智子、高士薫、入江祥雄、宮本直人
- エグゼクティブプロデューサー：桑田潔
- Co.エグゼクティブプロデューサー：大川武宏
- 製作委員会メンバー：テレビ朝日、東宝、トライサム、博報堂DYメディアパートナーズ、朝日放送、クリーク・アンド・リバー社、メ〜テレ、北海道テレビ、九州朝日放送、朝日新聞社、神戸新聞社、講談社、GYAO
- 制作プロダクション：クリーク・アンド・リバー社
- 配給：東宝

### 受賞歴
- 第35回モスクワ国際映画祭・GALA(ガーラ)部門・特別作品賞
- 第38回報知映画賞 新人賞（吉岡竜輝）[12]
- 第26回日刊スポーツ映画大賞
  - 助演女優賞（伊藤蘭）[13]
  - 石原裕次郎賞[14]

- 第37回日本アカデミー賞[15]
  - 優秀作品賞
  - 新人俳優賞（吉岡竜輝）
  - 優秀美術賞（中澤克巳）
- 映画芸術 2013年日本映画ベストテン&ワーストテン・ワースト7位[16]
- 第23回日本映画批評家大賞 助演女優賞（伊藤蘭）[17]
- VFX-JAPANアワード 2014 劇場公開実写映画部門最優秀賞[18][19]

## 関連文献
- 妹尾河童、野坂昭如『少年Hと少年A』PHP研究所、1998年7月21日。ISBN 4-569-60162-6。
  - 妹尾河童、野坂昭如『少年Hと少年A』講談社〈講談社文庫〉、2001年7月。ISBN 4-06-273202-5。
- 妹尾河童『1999年カレンダー「少年H」が見た空と海』妹尾太郎 画、講談社、1998年11月10日。ISBN 4-06-209304-9。
- 竹山洋 著「少年H」、日本脚本家連盟 編著 編『テレビドラマ代表作選集 2000年版』日本脚本家連盟、2000年12月。ISBN 4-931046-23-1。
- 山中恒、山中典子『間違いだらけの少年H 銃後生活史の研究と手引き』辺境社(出版) 勁草書房(発売)、1999年5月。ISBN 4-326-95028-5。
- 山中恒、山中典子『「少年H」の盲点 忘れられた戦時史』辺境社(出版) 勁草書房(発売)、2001年8月。ISBN 4-326-95031-5。